# 扎魯德季亞 (杜布諾區)
50°26′19″N 25°58′17″E / 50.43861°N 25.97139°E
扎魯德季亞（烏克蘭語：Заруддя），是烏克蘭的村落，位於該國西北部羅夫諾州，由杜布諾區負責管轄，面積0.52平方公里，海拔高度217米，2001年人口468，人口密度每平方公里903.5人。